# 淫妖龍屬
淫妖龍（屬名：Kurupi，取自瓜拉尼神話的生殖妖怪庫汝皮，或譯庫汝皮龍）是一屬阿貝力龍科的獸腳類恐龍，化石發現於巴西晚白堊世的瑪麗里亞層。模式種堅石淫妖龍（Kurupi itaata）於2021年發表命名，名稱由來是因為遺骸是在一家愛情賓館附近發現的。

## 發現
在巴西聖保羅州蒙蒂阿爾圖附近的天堂摩鐵點（Motel Paraíso site）發現了獸腳類化石。當地屬於瑪麗里亞層，地質年代為馬斯垂克階。正模標本MPMA 27-0001/02只有很少的化石，包含三節尾椎和部分骨盆。2021年命名為模式種堅石淫妖龍（Kurupi itaata）。屬名是以瓜拉尼神話的生殖妖怪庫汝皮為靈感來源，根據論文作者稱：因為化石是在汽車旅館（常作為親密接觸的場所）附近發現而命名。種名源自圖皮語的ita（堅硬）和atã（岩石），代指出土岩層膠結變成非常堅硬的情況。於是學名全意可翻譯為「堅若磐石的淫蕩妖怪」。

## 描述
估計身長5公尺。鑑定特徵（包含自衍徵）有：第一和第七尾椎間橫突進一步後移15度；側突中心下方一個三角形突朝正側面傾斜；側突前外緣在板狀突與側突前外角之間有個凹槽；前部薦椎側突上表面有個圓錐形突朝前上傾斜。淫妖龍具有典型南美洲阿貝力龍科特徵：坐骨癒合；尾椎有長的前上傾側突，其尖端為扇形，於是側突形成指向前的斧形點，並非常扁平。尾部僵硬，可能代表著擅於奔跑的生活型態。

## 分類
淫妖龍屬於阿貝力龍科，與其他物種並列為未解決親緣關係的多分支系統。